# Воля-Келпінська (гміна Сероцьк)
Воля-Келпінська (пол. Wola Kiełpińska) — село в Польщі, у гміні Сероцьк Леґьоновського повіту Мазовецького воєводства.
Населення — 205 осіб (2011).
У 1975-1998 роках село належало до Варшавського воєводства.

## Демографія
Демографічна структура станом на 31 березня 2011 року:
|          | Загалом | Допрацездатний вік | Працездатний вік | Постпрацездатний вік |
| -------- | ------- | ------------------ | ---------------- | -------------------- |
| Чоловіки | 99      | 14                 | 74               | 11                   |
| Жінки    | 106     | 16                 | 65               | 25                   |
| Разом    | 205     | 30                 | 139              | 36                   |